# Länsväg O 642
Länsväg O 642 är en övrig länsväg i Sverige som går mellan Kyrkeby i Lilla Edets kommun och Ucklum i Stenungsunds kommun. Vägstandarden är genomgående smal och krokig. Hela Länsväg 642 har hastighetsbegränsningen 70 km/h. I Ucklum ansluter vägen till Länsväg O 650 och i Västerlanda till Länsväg O 625.